# Équipe d'Écosse féminine de rugby à sept
L'équipe d'Écosse féminine de rugby à sept est l'équipe qui représente l'Écosse dans les principales compétitions internationales de rugby à sept.

## Histoire

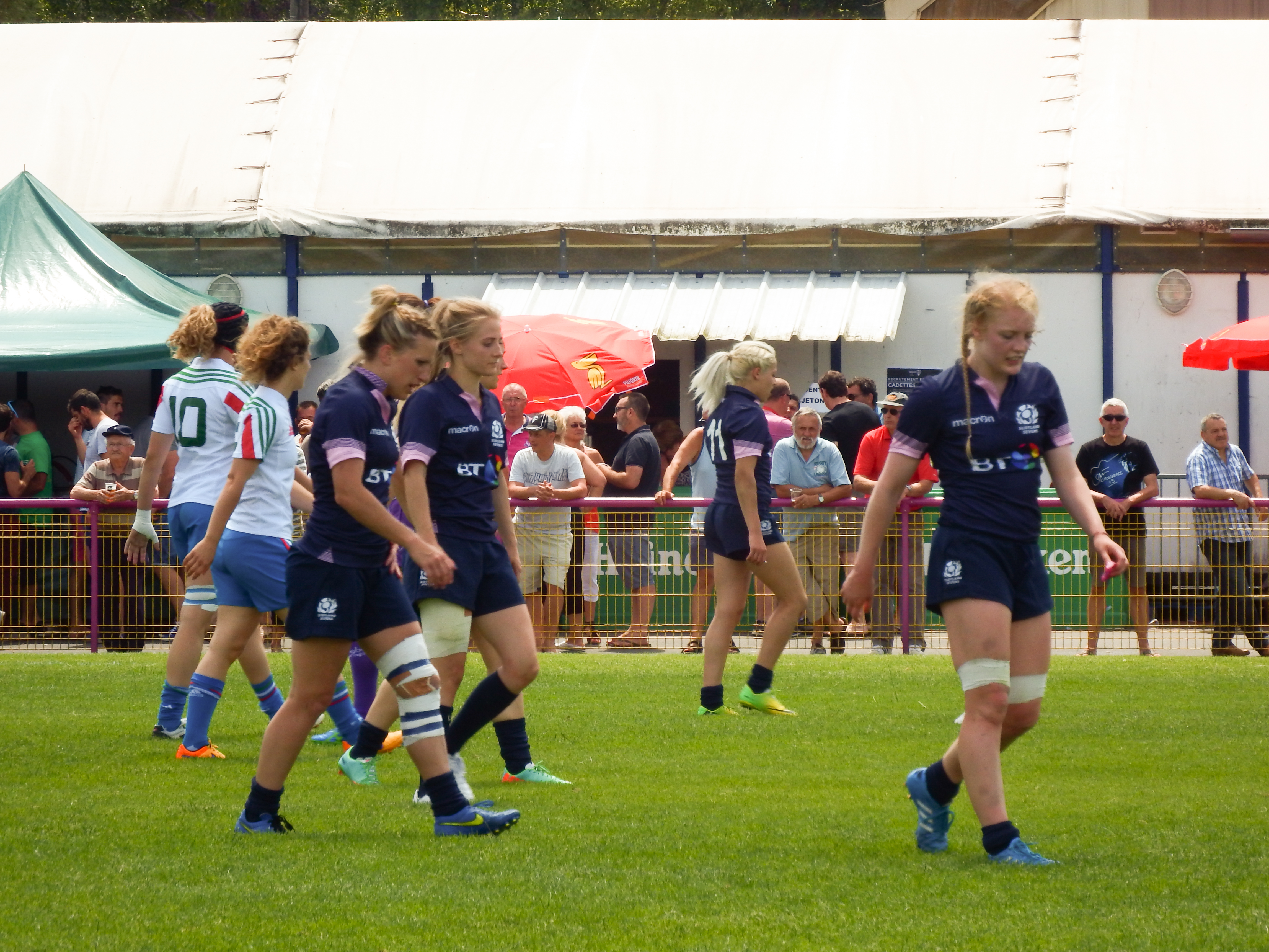
Les Écossaises (en bleu ci-contre), disputant le tournoi de Malemort, dans le cadre des Grand Prix Series 2015.

La première équipe féminine de rugby à sept représentant l'Écosse est formée vers 2012, avec pour objectif la qualification pour la Coupe du monde 2013. Elles jouent leur premier match officiel en mai 2012 dans le cadre d'un tournoi à Amsterdam, s'inclinant contre l'Australie.
Les Écossaises évoluent depuis, selon les années, entre la 1re et la 2e division du championnat d'Europe. Elles participent parfois en tant qu'équipe invitée aux Sevens World Series,.
À l'intersaison 2022, les Fédérations anglaise, écossaise et galloise décident conjointement d'aligner une équipe commune de Grande-Bretagne dès la saison 2022-2023 des séries mondiales, sur le principe des Jeux olympiques. Chacune des équipes nationales reste néanmoins indépendante dans le cadre de la Coupe du monde et des Jeux du Commonwealth.